# جيسون رايتمان
جيسون رايتمان (بالإنجليزية: Jason Reitman)‏ (ولد في 19 أكتوبر 1977) هو مخرج ومنتج وكاتب سيناريو كندي-أمريكي، معروف بإخراجه أفلام شكراً لك على التدخين (2005) وجونو (2007) فوق في الجو (2009) كبار صغار (2011) ورجال ونساء وأطفال (2014).

## روابط خارجية
- جيسون رايتمان على موقع IMDb (الإنجليزية)
- جيسون رايتمان على موقع مونزينجر (الألمانية)
- جيسون رايتمان على موقع ألو سيني (الفرنسية)
- جيسون رايتمان على موقع ميوزك برينز (الإنجليزية)
- جيسون رايتمان على موقع أول موفي (الإنجليزية)
- جيسون رايتمان على موقع بوكس أوفيس موجو (الإنجليزية)
- جيسون رايتمان على موقع قاعدة بيانات الأفلام السويدية (السويدية)
- جيسون رايتمان على موقع إن إن دي بي (الإنجليزية)
- جيسون رايتمان على موقع ديسكوغز (الإنجليزية)
- جيسون رايتمان على موقع قاعدة بيانات الفيلم (الإنجليزية)